# Laimjala (obec)
Obec Laimjala (estonsky Laimjala vald) je bývalá samosprávná obec náležející do estonského kraje Saaremaa. V roce 2017 byla začlěna do nově ustanovené obce Saaremaa.

## Sídla
Na území této bývalé obce žije přibližně osm set obyvatel ve 24 vesnicích: Aaviku, Asva, Audla, Jõe, Kahtla, Kapra, Kingli, Käo, Kõiguste, Laheküla, Laimjala, Mustla, Mägi-Kurdla, Nõmme, Pahavalla, Paju-Kurdla, Randvere, Rannaküla, Ridala, Ruhve, Saareküla, Saaremetsa, Viltina a Üüvere. Správním centrem obce je vesnice Laimjala.